# Szilvia Szabó (sportiv)
Szilvia Szabó (n. 24 octombrie 1978, Budapesta, Republica Populară Ungară) este o caiacistă ce a reprezentat Ungaria, medaliată olimpică. A participat la 2 ediții ale Jocurilor Olimpice (2000, 2004) în care a câștigat 3 medalii de argint.